# Saccopteryx antioquensis
Saccopteryx antioquensis es una especie de murciélago de la familia de los Emballonuridae.

## Hábitat
Vive en las cuevas de las zonas kársticas.

## Distribución
Esta especie solo se encuentra en cuatro sitios de Antioquía (Colombia).